# Urposition
Urposition (engelsk: clockposition eller clock bearing) er retningen af en genstand observeret fra et køretøj, typisk et skib eller et fly, i forhold til køretøjets orientering i forhold til observatøren. Køretøjet skal anses for at have en front, en bagside, en venstre side og en højre side. Disse sider kan have særlige navne, såsom stævn og agterstavn for et fartøj, eller næse og hale for et fly. Observatøren måler eller observerer derefter vinklen, der dannes af skæringspunktet mellem synslinjen og den langsgående akse, længdedimensionen af fartøjet, ved hjælp af uranalogien.
I denne analogi forestiller observatøren sig fartøjet placeret på en vandret urskive med fronten kl.12:00. Forsømmer fartøjets længde og antager, at han er ved stævnen, observerer han tidstallet, der ligger på sigtelinjen.  For eksempel betyder klokken 12 ret fremme, klokken 3 betyder lige til højre, klokken 6 betyder lige bagved, og klokken 9 betyder lige til venstre .
 